# Fechtfeder

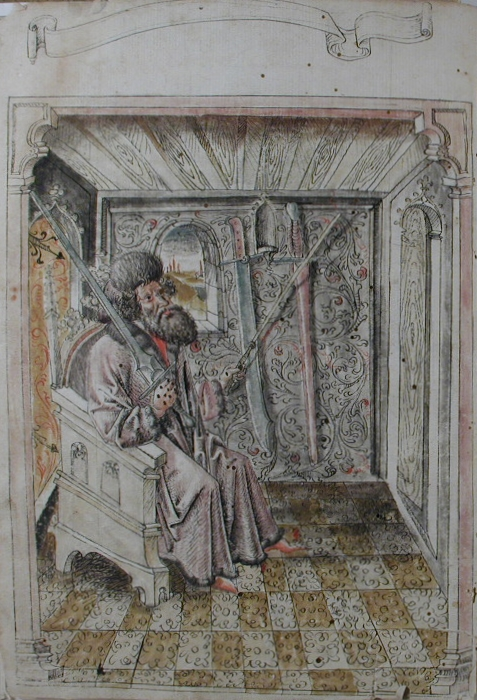
Bild des Fechtmeisters Johannes Liechtenauer mit Fechtfeder in der Hand aus Codex Danzig (44.A.8) von 1452

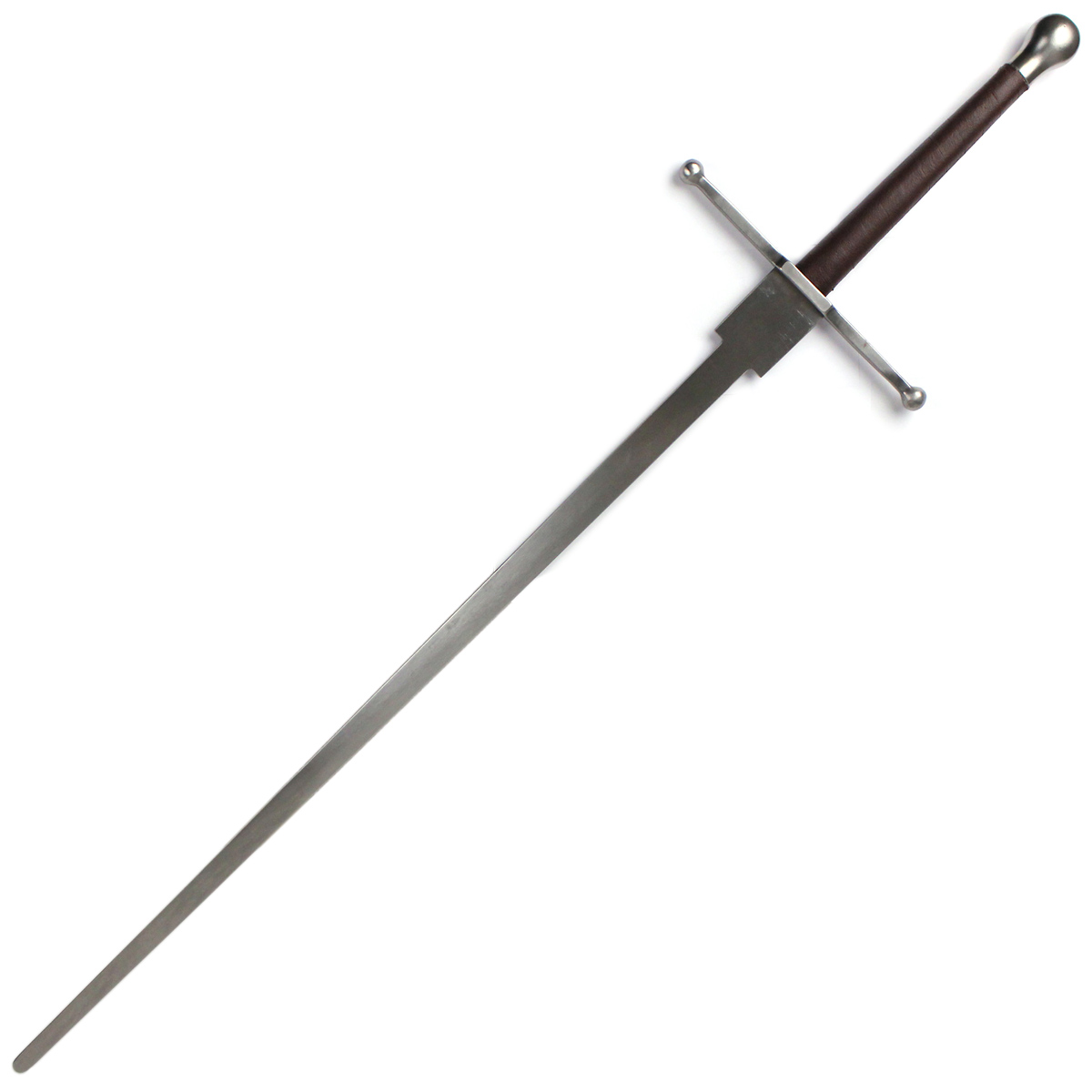
Modernes Federschwert

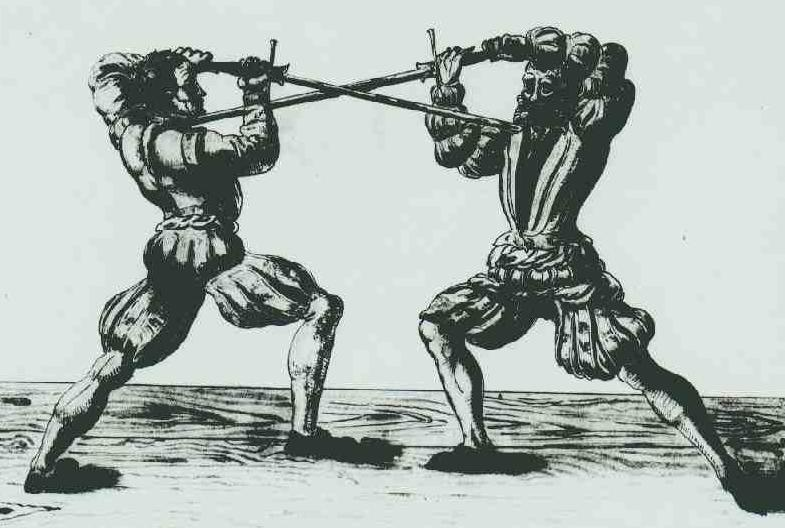
Fechten mit Feder in Paulus Hector Mairs Wiener Fechtbuch, 1540er Jahre

Die Fechtfeder (auch: Feder) ist eine stumpfe und flexible Übungswaffe aus Stahl, die in historischen Fechtschulen und beim modernen historischen Fechten für das Langschwerttraining anstelle des Langschwertes verwendet wird. Sie ist etwas leichter und schmaler als ein Langschwert und besitzt zum Schutz der Finger eine Abstufung (Parierhaken) vor der Parierstange.
Der Ursprung der Bezeichnung „Feder“ für diese Ausbildungswaffe ist wissenschaftlich noch nicht vollständig geklärt (vgl. auch Saufeder). Ebenso besteht kein Konsens darüber, ob sich die im Jahr 1570 gegründete Gilde der Federfechter in ihrem Namen ursprünglich auf die Fechtfeder bezog. Wann Fechtfedern als Trainingswaffen erstmals verwendet wurden, lässt sich heute nicht mehr genau nachvollziehen. Fechtfedern werden erstmals in Darstellungen im Codex von Danzig, einem Fechtbuch von 1452, gezeigt. Da Fechtfedern für die Ausbildung am Langschwert verwendet werden, ist anzunehmen, dass sie im gleichen Zeitraum wie die Langschwerter aufkamen.